# Brachista fidiae
Brachista fidiae is een vliesvleugelig insect uit de familie Trichogrammatidae. De wetenschappelijke naam is voor het eerst geldig gepubliceerd in 1895 door Ashmead.